# August Pedersen
August Baskår Pedersen (Notodden, 24 de junio de 1994) es un jugador de balonmano noruego que juega de extremo izquierdo en el SG Flensburg-Handewitt. Es internacional con la selección de balonmano de Noruega.
Su primer gran campeonato con la selección fue el Campeonato Mundial de Balonmano Masculino de 2025.

## Palmarés

### Haslum HK
- Liga de Noruega de balonmano (1): 2014

### Flensburg-Handewitt
- Liga Europea de la EHF (1): 2024

## Clubes
| Club                   | País      | Año         |
| ---------------------- | --------- | ----------- |
| Haslum HK              | Noruega   | 2012 - 2016 |
| ØIF Arendal            | Noruega   | 2016 - 2018 |
| Bjerringbro-Silkeborg  | Dinamarca | 2018 - 2021 |
| Drammen HK             | Noruega   | 2021 - 2022 |
| SG Flensburg-Handewitt | Alemania  | 2022 - Act. |